# Daniel Melo
Daniel Melo (ur. 4 lipca 1977 w Belo Horizonte) – brazylijski tenisista.

## Kariera tenisowa
Karierę zawodową Melo rozpoczął w 1997 roku, a zakończył w 2006 roku.
W grze podwójnej zwyciężył w ośmiu zawodach z cyklu ATP Challenger Tour. W turniejach rangi ATP World Tour wygrał 1 turniej, we wrześniu 2001 roku w Costa do Sauípe w parze z Enzem Artonim.
W rankingu gry pojedynczej Melo najwyżej był na 151. miejscu (19 listopada 2001), a w klasyfikacji gry podwójnej na 79. pozycji (4 marca 2002).

### Finały w turniejach ATP World Tour
| Nazwa                         |
| ----------------------------- |
| Wielki Szlem                  |
| Igrzyska olimpijskie          |
| Tennis Masters Cup            |
| ATP Masters Series            |
| ATP International Series Gold |
| ATP International Series      |

#### Gra podwójna (1–0)
| Końcowy wynik | Nr | Data             | Turniej         | Nawierzchnia | Partner     | Przeciwnicy                 | Wynik finału     |
| ------------- | -- | ---------------- | --------------- | ------------ | ----------- | --------------------------- | ---------------- |
| Zwycięzca     | 1. | 16 września 2001 | Costa do Sauípe | Twarda       | Enzo Artoni | Gastón Etlis Brent Haygarth | 6:3, 1:6, 7:6(5) |